# Contagem Towers Basquete
A Comunidade Ele Clama, mais conhecida como Contagem Towers Basquete, é um clube de basquetebol sediado na cidade de Contagem, Minas Gerais. Em 2017 o clube participou da Liga Ouro de Basquete.

## História
Fundado em agosto de 2016, o Contagem Towers logo na sua primeira participação no Campeonato Mineiro se sagrou campeão ao derrotar na série decisiva o tradicional Minas TC por dois jogos a zero.  Em seguida, a equipe participou da Liga Ouro de 2017, terminando na terceira posição do certame ao cair na semifinal para o AABJ/Joinville por 3 a 2. Em dezembro de 2017, o Contagem Towers venceu o Campeonato Mineiro, que foi realizado sob o formato de quadrangular, tornando-se assim, bicampeão estadual.

## Títulos

### Estadual
★ Campeonato Mineiro: 2 vezes (2016 e 2017).